# بنت فادی
بِنِت فادی (انگلیسی: Bennett Foddy) یک طراح بازی ویدئویی استرالیایی-آمریکایی است که در نیویورک مستقر است. فادی در استرالیا بزرگ شد و به عنوان یک فیلسوف اخلاق در زمینه‌های اعتیاد به مواد مخدر آموزش دید، در حالی که پایان‌نامه خود را به پایان رساند، فادی در گروه موسیقی الکترونیکی کات کپی بیسیست (انگلیسی: Bassist) و یک طراح بازی ویدئویی بود. در طول تحقیقات پس از دکترا در دانشگاه پرینستون و مدت زمان کارکنانش در دانشگاه آکسفورد، فادی بازی‌های بسیار سختی از جمله (۲۰۰۸) QWOP را توسعه داد که در اواخر سال ۲۰۱۰ با ظهور ابزارهای جدید اشتراک اجتماعی آنلاین، به یک حس اینترنت تبدیل شد. وی بعداً به عنوان مربی در مرکز بازی مدرسه هنر تیش مشغول به کار شد. مشهورترین بازی او در کنار QWOP بازی کنار آمدن با بنت فادی، یک بازی فلسفی و مبتنی بر فیزیک و پلتفرمر بود که در سال ۲۰۱۷ منتشر شد.